# Erythemis carmelita
Erythemis carmelita är en trollsländeart som beskrevs av Williamson 1923. Erythemis carmelita ingår i släktet Erythemis och familjen segeltrollsländor. IUCN kategoriserar arten globalt som livskraftig. Inga underarter finns listade i Catalogue of Life.